# Heinrich Heine
Christian Johann Heinrich Heine (eredeti nevén Harry Heine, Düsseldorf, 1797. december 13. – Párizs, 1856. február 17.) zsidó származású német romantikus költő, író, újságíró. Egyszerre mondják a romantika utolsó költőjének és a romantikát meghaladó realista és modern költőnek. Műveiben a német köznyelv irodalmivá vált. Újságíróként, tudósítóként tárcáinak, utazási élményeinek addig nem ismert irodalmi színt, elegáns légiességet adott, ezzel együtt pedig magának a német nyelvnek is. Kritikus, politikailag elkötelezett újságíróként, esszéistaként, szatirikusként, vitázóként egyaránt volt csodált és rettegett. Egyike a leggyakrabban fordított német nyelvű költőknek. Megítélése, s az életművéhez való viszony gyakran változott és változik a történelem folyamán, napjainkban is. A romantika jegyében született és általa modernné és egyedivé formált lírája és az egész Európa gondjait látó és elemző publicista és esszéista a nagy triász harmadik tagja: Johann Wolfgang von Goethe-vel és Friedrich Schillerrel alkotja a három klasszikus óriást a német nép irodalmában.

## Élete

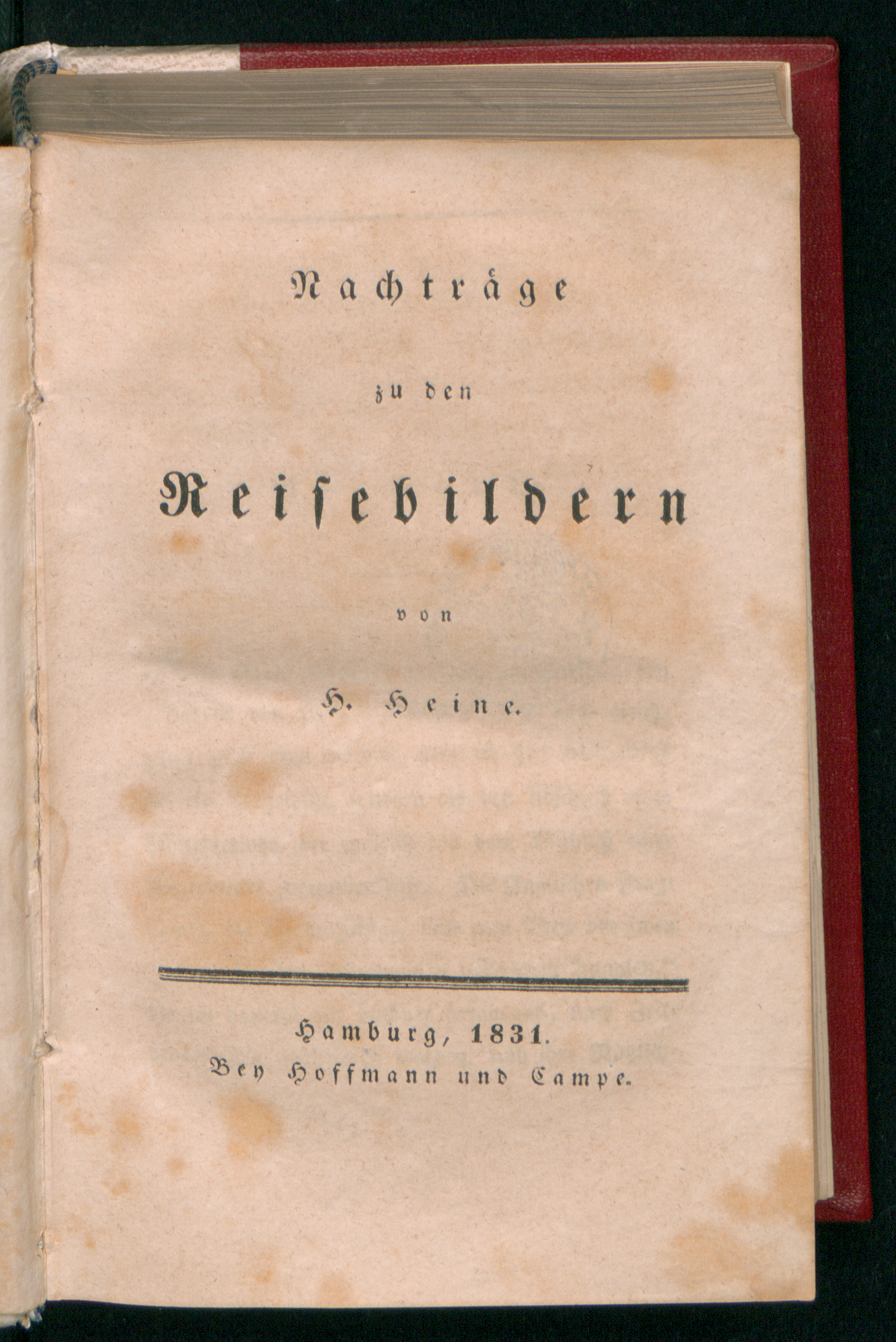
Reisebilder, 1831

Már első művével, a Dalok könyvével nagy sikere volt 1827-ben. Az irodalmi közönség kedvence lett. A szenvedések megéneklésében szinte a „német Byron” lép elénk. Kiemelkedőt alkotott a ballada műfajában is, a Gránátosok (Die Grenadiere) című művével. Heine gránátosainak történetét elsőként Schumann zenésítette meg a Marseillaise dallamának motívumaira épülő, s azt mintegy parodizáló muzsikájával. Belzácár (Belsazar) c. balladájában bibliai történetet dolgoz fel: a babiloni zsarnok önteltsége miatt kihívja maga ellen Jehova haragját, s e miatt alattvalóinak keze által pusztul el.
Szerelmi lírájában az a különleges, hogy a mindenki által ismert érzelmi szituációkat rögzíti a mindenki által ismert képekben és hangulatokban a mindennapi élet nyelvén és szókincsével. A gazdag heinei poézis minden szépségét egyesíti a Nem értem, a dal mit idéz fel… (Ich weiss nicht, was soll es bedeuten…) kezdetű, Loreley címen német népdallá vált Heine vers, ami olyannyira népszerű volt, hogy még a náci időkben is szerepelt a tankönyvekben, csak úgy tüntették fel, hogy alkotója ismeretlen. A vers alapja a gyönyörű, sziklás rajnai tájhoz kötődő német népi legenda, mely szerint egy Rajna menti sziklán ülő gyönyörű leány (szirén) okozza a hajósok vesztét:
Végül ladikot s ladikost a

mélységbe nyel – ugye? – az ár…

S hogy ez így lett, ő okozta

dalával, a Loreley.
Heine a tengert is másképpen hódította meg lírája számára, mint elődei, a tengert nem mint természeti jelenséget emeli be, hanem a maga végtelenségében, kimeríthetetlen változékonyságában kapcsolatba hozza az emberi lélekkel, az emberi kedélyvilág sokszínűségével. Idézzük a A hajótörött c. vers néhány sorát Mészöly Dezső fordításában:
Hullámok, sirályok, hallgassatok!

Oda már minden: boldogság, remények,

remények, szerelmek! Fekszem a földön

– magányos hajótörött -

s lángoló arcom

a nedves homokba fúrom.
Heine 1831-től 1856-ban bekövetkezett haláláig emigrációban él, s gyötri a honvágy, de verseiben a saját érzésen is képes ironizálni, mint mindenen, több oldalról is megvilágításba kerül ugyanaz az érzés. Később már feltör a zokogás, a magány, Párizs nem tudja pótolni a távoli hazáért, olvashatjuk erről vallomását az Éjszakai gondolatok (Nachtgedanken) c. versben.
Heine dalai, balladái, legendái új hangot képviselnek a német romantika történetében, Napóleon kultusza ellentétes a kortárs német gondolkodással, a középkor-kultusszal, a vallás felé való fordulással, a nemzeti irodalomra korlátozódó költészetelképzeléssel. Nyitott a világra, nem politizál közvetlenül, de a szabad gondolkodás híve. Az aggodalom és a remény egyszerre benne van költészetében, egyik legismertebb, A sziléziai takácsok (=Die schlesischen Weber, 1844) című versében mutatkozik meg legközvetlenebbül. Miközben a takácsok kórusa Germánia szemfedelét szövi, reménykedik is a jövőben. Heine dalait sok híres költő, író lefordította, témáit újra feldolgozták, köztük Petőfi, Lermontov, Babits Mihály, Szabó Lőrinc.
Heine lírája termékenyítőleg hatott a német romantikus zenére, verseinek legnevesebb megzenésítői közt van Schubert, Schumann, Mendelssohn-Bartholdy, Liszt Ferenc. Heine Tännhäuser c. történelmi románca Richard Wagner számára lett operatéma. A költői-zenei romantika utóéletében később szerepet játszott a francia sanzon is.
Heine prózájában is újat hozott, útirajzai nemcsak a művészeti emlékeket, a másságot veszik számba, hanem a tárca, a publicisztika irányába is mutatnak. Középpontba kerül nála a hétköznapi élet, s annak visszásságai, helyenként gunyoros, csipkelődő megjegyzéseket tesz. Heine útirajzai hatással voltak Petőfi hasonló jellegű prózai írásaira.

## Verseskötetei

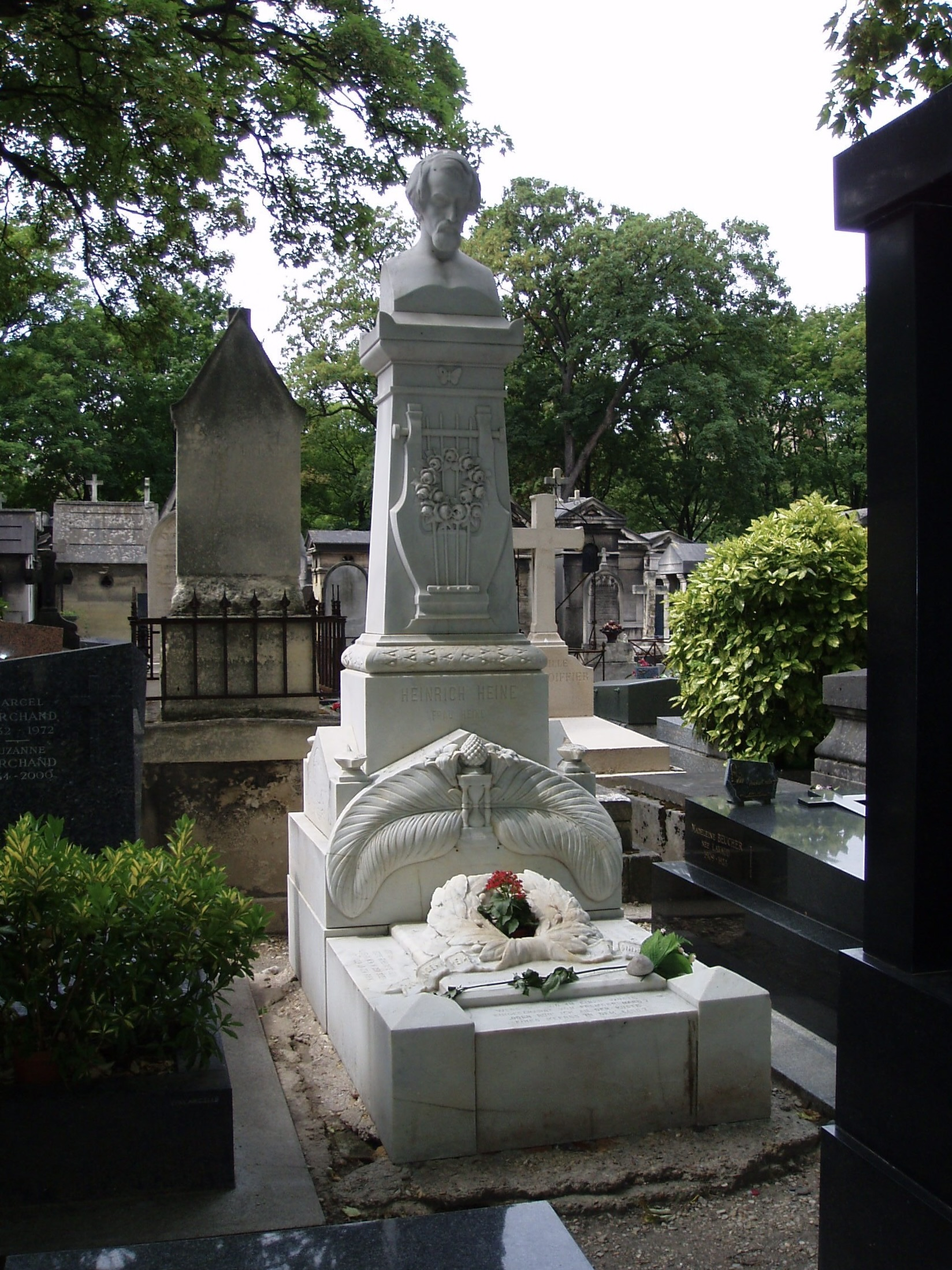
Heine síremléke a montmartre-i temetőben

- Dalok könyve (Buch der Lieder, 1827)
- Új tavasz (Neuer Frühling, 1828)
- Lírai intermezzo (Lyrisches Intermezzo)[5]
- Hazatérés (Heimkehr) ebben a kötetben jelent meg a Loreley címen népdallá vált vers
- Északi tenger (Die Nordsee)
- Vegyes költemények (Verschiedeme, 1833)
- Új versek (Neue Gedichte, 1844)[6]

Időszerű költemények
- Németország : Téli rege (Deutschland : Ein Wintermärchen, 1844)[7]
- Nyáréji álom (Atta Troll, 1847)[8]
- Romanzeró (Romanzero, 1851)

Első ciklus: Történetek (Historien)
Második ciklus: Lamentációk (Lamentationen)
Harmadik ciklus: Héber melódiák (Hebräische Melodien)
- Vegyes írások (Vermischte Schriften, 1854)
- A Matrác-sír virágai – Utolsó versei (Letzte Gedichte und Gedanken)[9]

## Prózája
- Útirajzok (Reisebilder, 1826-31)

Utazás a Harz hegységben (Die Harzreise)
Gondolatok : Le Grand könyve (Ideen : Das Buch Le Grand, 1826)
Utazás Münchenből Genovába (Reise von München nach Genova)
Angliai töredékek (Englische Fragmente)
- Franciaországi állapotok (Französische Zustände, 1830)[10]
- Francia festők (Französische Maler, 1834)[11]
- Ludwig Börne (1840)
- Lutetia (1854)[12]
- Vallomások (Geständnisse, 1854)[13]

## Magyarul

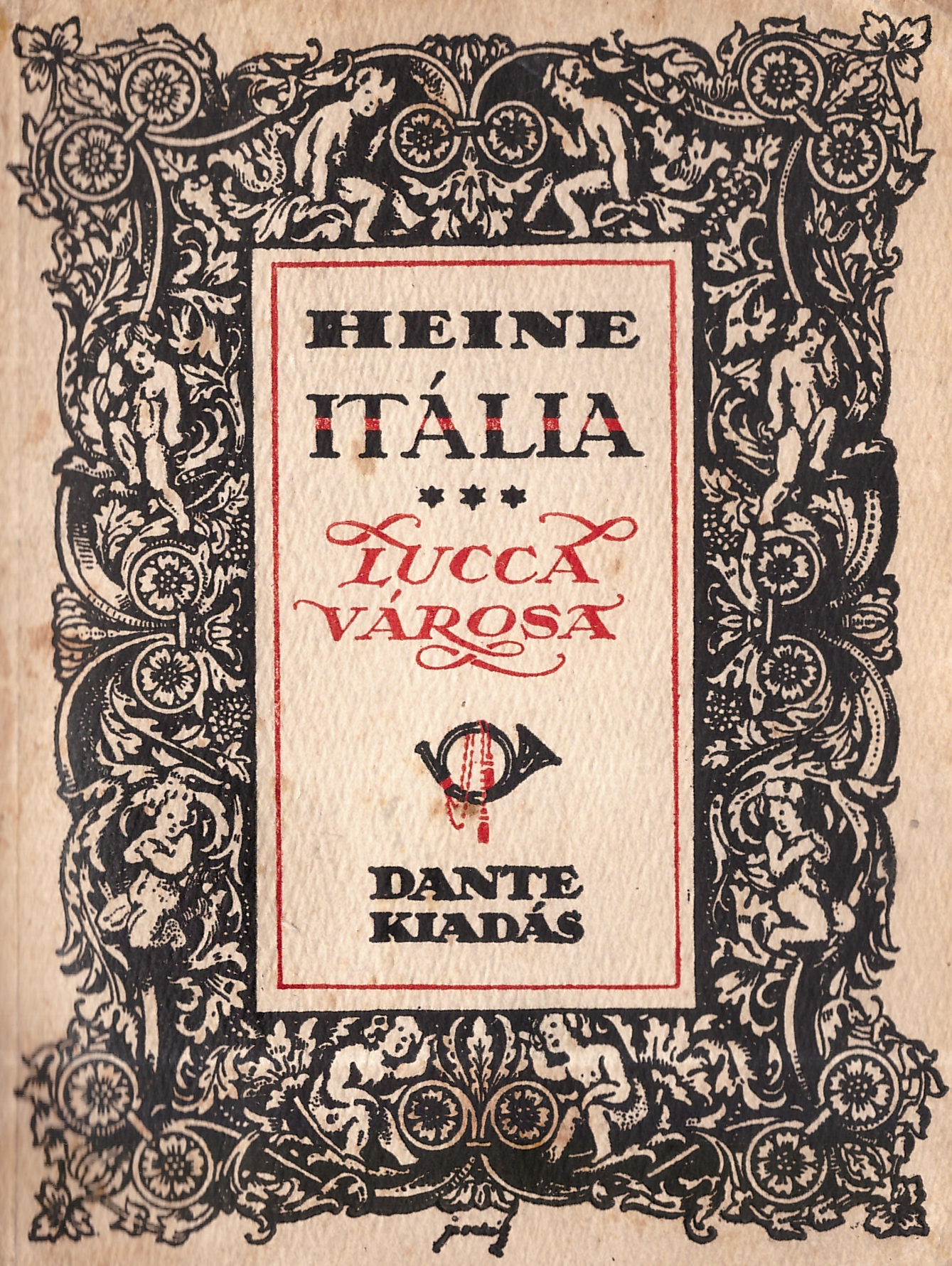
Itália – Lucca városa (1920-as kiadás)

### 1919-ig
- Százszorszépek. Heine, Hafiz és Mirza Saffy dalaiból; ford., bev. Berec Károly; Emich Ny., Pest, 1858 (A Szépirodalmi Közlöny könyvmelléklete)
- Dalok; vál., ford. ifj. Balogh Gyula; Gyurian Ny., Pest, 1861
- Idegen virágok. Heine szebb dalaiból; ford. Sausek Elek; Hang, Kalocsa, 1861
- H. Heine 100 költeménye; ford. Kojazi Lajos, szöveggond. Kálosi Geiza, Tamási István; Bartalits Ny., Pest, 1865
- A vallás és bölcsészet történelme Németországban; ford., jegyz. Steinbach József; Madarász Ny., Pécs, 1871
- Szász Károly műfordításai. Heine, Moore, Burns; Ráth, Bp., 1873
- Heine költeményei. 1. füz.; ford. Endrődi Sándor; Aigner, Bp., 1880 (Szépirodalmi könyvtár)
- Heine emlékiratai. Valóság és költészet; ford., bev. Zollner Béla; Franklin, Bp., 1894 (Olcsó könyvtár)
- Heine költeményei; ford. és jellemző bevezetéssel ellátta Endrődi Sándor; Aigner, Bp., 1882
- Heine Henrik válogatott költeményei; ford. Ivanhoe. Sponer Andor; Hornyánszky, Bp., 1894
- Heine, Uhland, Lenau költeményeiből; jegyz. Kohlbach Bertalan; Lampel, Bp., 1900 (Német könyvtár)
- Dalok könyve; ford., bev. Endrődi Sándor; Lampel, Bp., 1903 (Remekírók képes könyvtára)
- Szemelvények Chamisso, Uhland, Heine és Lenau költeményeiből; összeáll., jegyz. Osztie József; Franklin, Bp., 1904
- Heine válogatott költeményei; ford. Faragó János; Kilián, Bp., 1904
- Heine-dalok. A "Dalok könyvé"-ből; vál., ford. Tenner Pál; Aradi Ny., Arad, 1905
- Idegen költők. Heine et al.; ford. Bodrogh Pál; Lampel, Bp., 1906
- Heine Henrik válogatott költeményei; ford. Spóner Andor; 2. bőv. kiad.; Benkő, Bp., 1906
- Utazás a Harzban; ford. Oláh Gábor; Franklin, Bp., 1907
- Heine Henrik költeményeiből; ford. Platthy Adorján; Franklin, Bp., 1907
- Költemények; ford. Császár Imre; Schenk, Bp., 1908
- Heine dalaiból; ford. ifj. Szász Béla; Franklin, Bp., 1910
- Atta Troll. Nyáréji álom; ford. Kainthy Frigyes; Athenaeum, Bp., 1912 (Modern könyvtár)
- A német vallástudomány és bölcsészet története; ford. Naményi László; szerzői, Bp., 1916

### 1920–1944
- Itália, 1-3.; Dante, Bp., 1920
  - 1. Münchentől Génuáig; ford. Benedek Marcell
  - 2. Luccai fürdőzés; ford. Biró Sándor
  - 3. Lucca városa; ford. Biró Sándor
- Sabbat hercegnő románca; ford. Jávor Bella; Awiwa, Bp., 1920
- Napoleon dobosa; ford. Biró Sándor; Dante, Bp., 1922
- A matrác-sír virágai. Henrik Heine utolsó versei; ford. Kiss Gyula; Kosmos Ny., Marosvásárhely, 1922
- Schnabelewopski úr emlékei; ford. Biró Sándor; Dante, Bp., 1922
- Firenzei éjszakák; ford. Biró Sándor; Dante, Bp., 1922
- Dalok könyve; ford. Barát Ármin; Rózsavölgyi és Társa, Bp., 1923
- Firenzei éjszakák; ford. Cserna Andor; Rózsavölgyi, Bp., 1923 (Kis Helikon)
- A bacharachi rabbi. Regény; ford. Sass Irén; Garai, Bp., 1925
- Neue Gedichte; ford. Dálnoki Nagy Lajos; Vasárnap Ny., Arad, 1929
- Költemények; ford. Gyulai Pál et al.; Franklin, Bp., 1930 (Élő könyvek. Külföldi klasszikusok)
- Várkonyi László: A tizenkilencedik század. Manifesztum versben / Heine: A vándorpatkányok; Várkonyi László, Bp., 1932
- Egy nyáréji álom; ford. Giszkalay János; Kirjat Széfer, Lugoj, 1935 (Kirjat Széfer könyve)
- Németország. Faludy György átköltésében; Korunk, Cluj, 1937

### 1945–1989
- Németország. Téli rege; ford. Kelemen Viktor, bev. Lengyel Emil; Magyar Kiadó, New York, 1945
- Heine forradalmi versei; ford. Gáspár Endre, Kardos László; Faust, Bp., 1946
- Vallás és filozófia. Luthertől Hegelig; ford., bev. Gáspár Endre; Phőnix, Bp., 1948 (Klasszikus írások)
- Heine válogatott versei; szerk. Vas István, tan., jegyz. Bódi László; Szépirodalmi, Bp., 1951
- Üzenet a XX. századnak. Heine harcos írásaiból; vál., bev. Csehi Gyula; Irodalmi és Művészeti, Bukarest, 1952 (Haladó hagyományaink)
- Versek; vál., szerk. Róna Ilona, utószó, jegyz. Bodi László; Új Magyar Kiadó, Bp., 1956 (Világirodalmi kiskönyvtár)
- Németország. Téli rege; ford. Cserny József; Vörös Csillag Ny., Bp., 1956 (Szabad Hazánkért kiskönyvtár)
- Németország. Téli rege; ford., bev., jegyz. Rónai Mihály András; Országos Béketanács, Bp., 1956 (Békebizottságok kiskönyvtára)
- Gondolatok. Le Grand könyve; ford. Bíró Sándor; Magyar Helikon, Bp., 1958
- Atta Troll. Ein Sommernachtstraum / Atta Troll. Nyáréji álom; ford., bev., jegyz. Erdődy János; Corvina, Bp., 1958 (Kétnyelvű klasszikusok)
- Kurze Schriften / Rövid írások. Önéletrajz-vázlat; régi fordítások alapján átdolg. Sz. Lukács Katalin; Terra, Bp., 1958 (Kétnyelvű kis könyvtár)
- Útirajzok; vál., szerk., utószó, jegyz. Jáhn Anna, ford. Benedek Marcell et al.; Magyar Helikon, Bp., 1959
- Versek és prózai művek, 1-2.; ford. Áprily Lajos et al., vál., szerk., bev. Turóczi-Trostler József, jegyz., szöveggond. Mádl Antal; Európa, Bp., 1960
- Heine válogatott versei; szerk., utószó, jegyz. Mádl Antal; Móra, Bp., 1961 (A világirodalom gyöngyszemei)
- Németország. Téli rege; ford. Kardos László, jegyz. Mádl Antal; Magyar Helikon, Bp., 1962
- Doktor Faust. Táncköltemény; ford. Eörsi István; Magyar Helikon, Bp., 1962
- Vallás és filozófia. Három tanulmány; ford. Győrffy Miklós et al., vál., utószó, jegyz. Eörsi István; Magyar Helikon–Európa, Bp., 1967
- Petőfi – Heine. Válogatás / Petőfi – Heine. Auswahl; összeáll. Vargha Károly; Magyarországi Németek Demokratikus Szövetsége Irodalmi Szekciója, Bp., 1973
- Heinrich Heine versei; vál. Eörsi István, ford. Áprily Lajos et al., jegyz. Eörsi István, Katona Tamás; Magyar Helikon–Európa, Bp., 1973 (Helikon klasszikusok)
- Vallomások / Írások a matrácsirból. 1849-1856; vál., ford., jegyz. Csehi Gyula; Kriterion, Bukarest, 1974 (Téka)
- Firenzei éjszakák; ford. Katona Tamás; in: Firenzei éjszakák. XIX. századi kisregények; vál. Borbás Mária; Európa, Bp., 1981 (A világirodalom remekei)
- A bacherachi rabbi. Töredék. El Liszickij a Hád gádjához készült tizenegy litográfiájának hasonmásával; ford. Tandori Dezső, utószó Hans Marquardt, ford., jegyz. magyar szöveghez alkalmazta Jólesz László(wd); Európa, Bp., 1982

### 1990–
- Álmok álmodói. Friedrich Hölderlin (1770–1843) és Heinrich Heine (1797–1856) versei; ford. Bernáth István et al.; Interpopulart, Szentendre, 1994 (Populart füzetek)
- Németország, téli rege és 22 vers; ford., tan. Rónai Mihály András, szerk. Csokonai Attila; Fekete Sas, Bp., 1996
- Heine-daloskönyv; ford. Németh István Péter; Városi Könyvtár, Tapolca, 1997
- Heinrich Heine legszebb versei; ford. Babits Mihály et al., vál., szerk., utószó Csokonai Attila; Móra, Bp., 1997 (A világirodalom gyöngyszemei)
- Heinrich Heine válogatott versei; vál., utószó, jegyz. Halasi Zoltán, ford. Babits Mihály et al.; Magyar Könyvklub, Bp., 2001
- Goethe, Hölderlin, Heine versei; vál., szerk. Lator László, ford. Áprily Lajos et al.; Sziget, Bp., 2005 (Sziget verseskönyvek)
- Firenzei éjszakák. Három elbeszélés; ford. Györffy Miklós, Lakatos István, Tandori Dezső, utószó Györffy Miklós; Európa, Bp., 2006
  - A nemes Schnabelewopski úr emlékirataiból
  - Firenzei éjszakák
  - A bacherachi rabbi. Töredék